# Snedeker-Gletscher
Der Snedeker-Gletscher ist ein Gletscher an der Knox-Küste des ostantarktischen Wilkeslands. Er mündet 15 km westlich von Merritt Island in die Mawsonsee.
Der US-amerikanische Kartograph Gardner Dean Blodgett kartierte ihn 1955 anhand von Luftaufnahmen, die bei der Operation Highjump (1946–1947) angefertigt worden waren. Das Advisory Committee on Antarctic Names benannte den Gletscher 1955 nach Robert H. Snedeker (1922–2007), der bei der Operation Windmill (1947–1948) an der Auswertung von Luftaufnahmen und der Errichtung astronomischer Kontrollstationen entlang der Kaiser-Wilhelm-II.- und der Budd-Küste beteiligt war.